# Scapeuseboides bicolor
Scapeuseboides bicolor là một loài bọ cánh cứng trong họ Cerambycidae.